# Bodil Boserup
Bodil Boserup (født 24. juni 1921 i Thisted, død 23. februar 1995) var en dansk biokemiker og politiker, der var medlem af Europa-Parlamentet fra 1979 til 1989 og midlertidigt medlem af Folketinget i flere omgange, valgt for Socialistisk Folkeparti.
I sit civile liv var Bodil Boserup lektor i biokemi ved Københavns Universitet. Hun blev valgt og tilsluttede sig venstrefløjsgrupperingen Gruppen af Kommunister og Beslægtede. Ved Europa-Parlamentsvalget i 1984 mere end fordoblede hun sit stemmetal til 42.345 personlige stemmer. I parlamentet var hun gennem begge sine valgperioder næstformand for parlamentets budgetudvalg.
Hun debuterede som folkevalgt som medlem af Københavns Borgerrepræsentation for SF i 1974 og sad her, til hun i 1979 blev partiets spidskandidat ved det første direkte valg til Europa-Parlamentet.
Bodil Boserup var midlertidigt medlem af Folketinget ad fem omgange fra 10. oktober 1977 til 19. marts 1979, idet hun var stedfortræder for Gert Petersen.